# 安庆医药高等专科学校
安庆医药高等专科学校是一所创办于1943年的普通高等医学院校。

## 校史
学校原名“安徽省省立立煌高级助产护士职业学校”，1952年改名为“安徽省安庆卫生学校”，2007年3月升格并改名为“安庆医药高等专科学校”。

## 位置
安徽省安庆市宜秀区

## 院系设置
- 临床医学系
- 药学系
- 护理系
- 公共基础部

## 附属医院
- 直属附属医院
  - 安庆市中医医院
- 非直属附属医院
  - 安庆市第一人民医院
  - 安庆市石化医院

## 网址
安庆医药高等专科学校 http://www.aqyyz.cn/ （页面存档备份，存于）